# Pilar Citoler
Pilar Loreto Citoler Carilla (Zaragoza, 1937) es una odontóloga española, destacada en el mundo del arte por su colección de arte contemporáneo, fundamentalmente de autores españoles, europeos, japoneses y estadounidenses.

## Biografía
Licenciada en Medicina y Estomatología, curso sus estudios universitarios en la Complutense madrileña y en la de Zaragoza. Ha trabajado como odontóloga y posee su propia clínica en Madrid.
Ya en la década de 1970 entró en contacto con el denominado Grupo de Cuenca, uno de los más destacados movimientos de arte contemporáneo español de vanguardia a los que unía, no solo tener como eje geográfico de trabajo y encuentro la localidad manchega, sino también una estética perfeccionista que cada cual desarrollaba a su manera y compartía con el resto. En Cuenca adquirió Pilar Citoler la que había sido casa de Eusebio Sempere, que será donde fije el primer espacio en el viaje de su larga trayectoria como coleccionista. Sus primeros encuentros con las vanguardias serán el Grupo El Paso, además del conquense, así como las galerías de Juana Mordó e Ynguanzo. Seguirá después su propio rumbo con las ferias internacionales de arte, los españoles Miquel Barceló o Antoni Tàpies, el grupo japonés Gutai, o Andy Warhol entre los estadounidenses. Permanecerá atenta a los movimientos artísticos de todo orden, desde la movida madrileña al pop art y el grafiti.
Su colección, denominada Circa XX, está compuesta de unas 1200 piezas de arte, entre pintura, escultura, obras gráficas y, en los últimos años, fotografía, materia para la que creó la Fundación Pilar Citoler en marzo de 2013 y en cuya colección se encuentran artistas como Henri Cartier Bresson, Per Barclay o Begoña Zubero. Circa XX ha sido elogiada, entre otros, por los historiadores de arte y críticos Antonio Bonet Correa y Francisco Calvo Serraller.
Colabora con diferentes instituciones como la Fundación Antonio Gala (Córdoba) o  con el museo Es Baluard donde fue miembro de la comisión de adquisiciones (2013-2019).
En 2013 donó el grueso de su colección al Museo Pablo Serrano de Zaragoza.

## Premios y reconocimientos
- Es miembro del Patronato del Museo Nacional Centro de Arte Reina Sofía (2005)

- Doctora honoris causa por la Universidad de Córdoba (2013).[3]
- Ha recibido el Premio ARCO de coleccionismo (2005),
- El reconocimiento a su labor de difusión del arte por la Universidad de Córdoba (2006)[1]
- Medalla de Oro al Mérito en las Bellas Artes otorgada por el gobierno de España (2007)
- En 2008 tuvo lugar una exposición de buena parte de su colección en el Círculo de Bellas Artes de Madrid.
- Premio Arte y Mecenazo en la categoría Coleccionista en 2014.[2]
- La universidad cordobesa patrocina con su nombre el Premio Internacional de Fotografía Contemporánea.[4][3]